# Løkken Verk
Løkken Verk (eller Løkken) är en tätort i Orklands kommun i Trøndelag fylke i mellersta Norge. Tätorten uppstod 1654 när man började bryta kopparmalm i trakten. Namnet Løkken kommer från en gård som låg på platsen.
Malmförekomsten på Løkken Verk var ursprungligen på 30 miljoner ton och var Norges största förekomst av kopparhaltig svavelkis (CuFeS2). Gruvdriften pågick mellan 1654 och 1987. 
Järnvägen Thamshavnsbanan har ändstation i Løkken Verk. Banan byggdes för att frakta kopparkis från Løkken Verk till Orkdalsfjorden. Den är numera museijärnväg.
I dagligt tal kallas orten ofta Løkken, men det officiella namnet är Løkken Verk'.
Tidigare har orten tillhört dåvarande Meldals kommun.

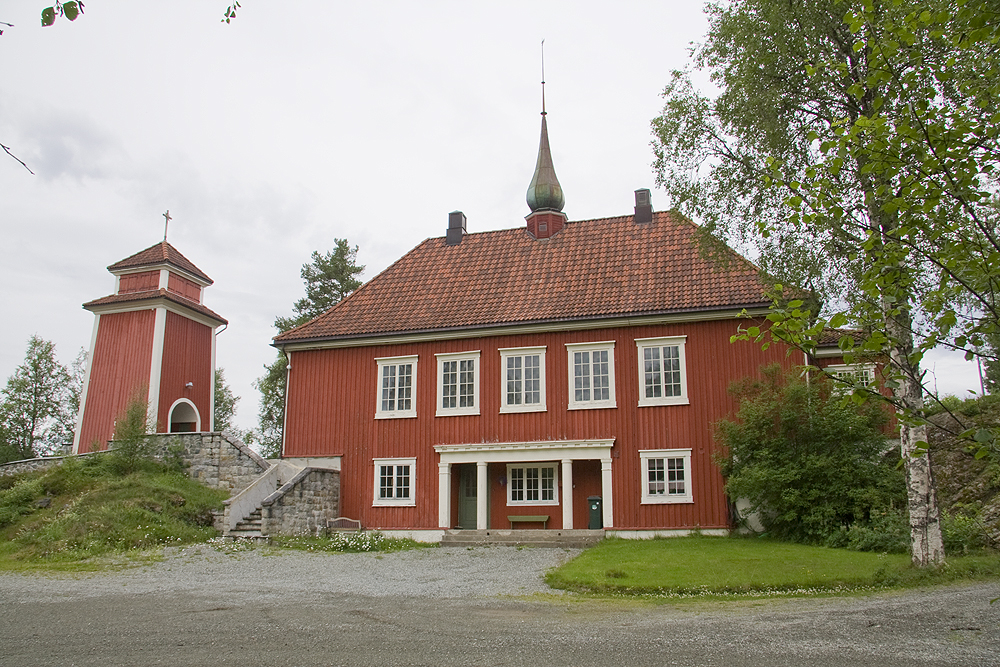
Løkkens kyrka.